# Serguéi Stárostin
Serguéi Anatólievich Stárostin (en ruso: Сергей Анатольевич Старостин; Moscú, 24 de marzo de 1953-30 de septiembre de 2005) fue un académico y lingüista ruso, especializado en lingüística comparativa e histórica.

## Investigaciones lingüísticas
Serguéi Stárostin fue conocido por su trabajo con las proto-lenguas, en especial la controvertida teoría de las lenguas altaicas ya que incluyó entre ellas el coreano, y sobre todo, el japonés, y la formulación de la hipótesis dene-caucásica, que supone que las lenguas del noroeste del Cáucaso, las del noreste del Cáucaso, las yeniseianas, las sino-tibetanas, el euskera y las lenguas na-dené tienen una relación genética. Fue fundamental en la reconstrucción del proto-Kiranti, el Proto-tibetano-birmano, el proto-yeniseiano, el proto-norcaucásico y la lengua proto-altaica. Dedicó gran parte de su vida al desarrollo de sus teorías. Serguéi Stárostin falleció de un infarto de miocardio el 30 de setiembre de 2005.
Serguéi Stárostin desarrolló un método para introducir modificaciones en la glotocronología tradicional. Empleando dicho método, en 2004, Stárostin presentó una revolucionaria clasificación de las lenguas eslavas.

## Obras
- Obras en The Tower of Babel Electronic Library
- Hurro-Urartian as an Eastern Caucasian Language (совм. с Дьяконов, Игорь Михайлович). München, 1986. — 113 p.
- Nostratic and Sino-Caucasian, in Vitali Shevoroshkin (editor): Explorations in Language Macrofamilies. Bochum. Brockmeyer. 1989 .
- Реконструкция древнекитайской фонологической системы. М., 1989. — 725 с.
- Алтайская проблема и происхождение японского языка. М., 1991. — 298 с. Вавилонская башня. Страница С. А. Старостина 
El problema altaico y el origen del idioma japonés (en ruso).
- A North Caucasian Etymological Dictionary (С. Л. Николаевым). Moscow, 1994 — 1406 p. Текст предисловия
- A Comparative Dictionary of Five Sino-Tibetan Languages (совм. с Пейрос, Илья Иосифович) Melbourne, 1996 — 882 p.
- Японская грамматика (совм. с Алпатов, В. М. Алпатовым и И. Ф. Вардулем). М., 2000.
- Введение в лингвистическую компаративистику (совм. с С. А. Бурлак). М., 2001.
- An Etymological dictionary of the Altaic languages (совм. с Дыбо, Анна Владимировна и О. А. Мудраком). Vol. 1-3. Leiden, 2003. — 2096 p.
- Сравнительно-историческое языкознание (совм. с С. А. Бурлак). М., 2005. — 432 с.
- Труды по языкознанию. М., 2007. — 928 c. ISBN 5-9551-0186-1